# Staro Selo (Glamoč)
Pour les articles homonymes, voir Staro Selo.
Staro Selo (en serbe cyrillique : Старо Село) est un village de Bosnie-Herzégovine. Il est situé dans la municipalité de Glamoč, dans le canton 10 et dans la fédération de Bosnie-et-Herzégovine. Selon les premiers résultats du recensement bosnien de 2013, il abrite une population inférieure ou égale à 10 habitants.

## Démographie

### Évolution historique de la population
| 1948 | 1953 | 1961 | 1971 | 1981 | 1991 | 2013 |
| ---- | ---- | ---- | ---- | ---- | ---- | ---- |
| -    | -    | 196  | 174  | 109  | 83   | ≤ 10 |

|  |

### Répartition de la population par nationalités (1991)
En 1991, les 83 habitants du village étaient tous serbes.

### Communauté locale
En 1991, la communauté locale de Bare comptait 820 habitants, répartis de la manière suivante :